# Johann August Bach
Johann August Bach (* 17. Mai 1721 in Hohendorf; † 6. Dezember 1758 in Leipzig) war ein deutscher Rechtshistoriker.

## Leben
Johann August Bach war der Sohn des Pfarrers von Hohendorf in der Inspektion Borna. Seit 1784 besuchte er die Thomasschule zu Leipzig und von 1741 studierte an der Universität Leipzig, wo er am 25. Februar 1745 an der Philosophischen Fakultät die Magisterwürde erlangte und habilitierte sowie bald nachher als Privatdozent arbeitete. Am 24. September 1750 wurde er Doktor beider Rechte, worauf er noch in demselben Jahre eine außerordentliche Professur der „Rechtsalterthümer“ erhielt, die er am 15. April 1752 antrat. Am 20. September 1754 wurde er in dem geistlichen Konsistorium zu Leipzig als außerordentlicher Beisitzer eingeführt.